# SHARE 瞳の中のヒーロー
「SHARE 瞳の中のヒーロー」（シェア ひとみのなかのヒーロー）は、杏里の曲。
1994年11月18日に31枚目のシングルとして発売。アレンジを変えた再録音シングルが1998年1月7日に発売。発売元は共にフォーライフ・レコード。

## 解説
「SHARE 瞳の中のヒーロー」は、1998年長野オリンピック冬季競技大会公式イメージソング、またミズノ「MODE」CMソングとして使用された。
オリジナル盤C/Wの「Dreaming」は、国内信販「KCカード」CMソングとして使用された。

## オリジナル盤
20万枚限定生産。当初は1995年の発売を予定していたが、問合せが殺到したため急遽発売を早めた。

### 収録曲
作曲：ANRI
1. SHARE 瞳の中のヒーロー
  - 作詞・作曲：ANRI 編曲：ROBBIE BUCHANAN・JEREMY LUBBOCK

1998年長野オリンピック冬季競技大会公式イメージソング
2. Dreaming
  - 作詞：吉元由美　編曲：小倉泰治

国内信販「KCカード」CMソング[4]
3. SHARE 瞳の中のヒーロー（オリジナルカラオケ）

## 1998年盤

### 収録曲
作詞・作曲：ANRI 編曲：MASARU NISIYAMA & TOM KEANE
1. SHARE 瞳の中のヒーロー(New Version)
  - 1998年長野オリンピック冬季競技大会公式イメージソング
  - ミズノ「MODE」CMソング
2. [English Version]
3. [Instrumental]

## 関連作品
- Anri The Best